# Зимулька, Константин Александрович
Константи́н Алекса́ндрович Зиму́лька (род. 18 ноября 1983, Ставрополь, СССР) — российский футболист, защитник, полузащитник.

## Карьера
Воспитанник ставропольского футбола. В 2001 году играл в дубле московского «Локомотива». С 2002 года выступал в зоне «Юг» Второго дивизиона за «Кавказтрансгаз», ставропольское «Динамо» и «Ангушт», с которым в 2005 году вышел в Первый дивизион. С лета 2006 года играл в зоне «Урал-Поволжье» Второго дивизиона за нижегородскую «Волгу» и «Газовик». В 2010 году защищал цвета петербургского «Динамо». В 2011 году подписал контракт с «Енисеем». С 2012 года являлся игроком «Балтики». 10 июня 2014 года перешёл в «Луч-Энергию». 11 июля 2015 года пополнил состав «Тамбова». 1 июля 2016 года вернулся в «Балтику». В 2017 году выступал за «Сызрань-2003», после чего завершил карьеру.

## Достижения
- Победитель Второго дивизиона (2): 2005 (зона «Юг»), 2015/16 (зона «Центр»)
- Серебряный призёр зоны «Урал-Поволжье» Второго дивизиона (2): 2007, 2008